# Hoa hậu Hoàn vũ 1987
Hoa hậu Hoàn vũ 1987 là cuộc thi Hoa hậu Hoàn vũ lần thứ 36 được tổ chức tại Singapore vào ngày 26 tháng 5 năm 1987. Cuộc thi có tổng cộng 68 thí sinh tham dự với chiến thắng thuộc về người đẹp Cecilia Bolocco đến từ Chile.

## Kết quả

### Thứ hạng

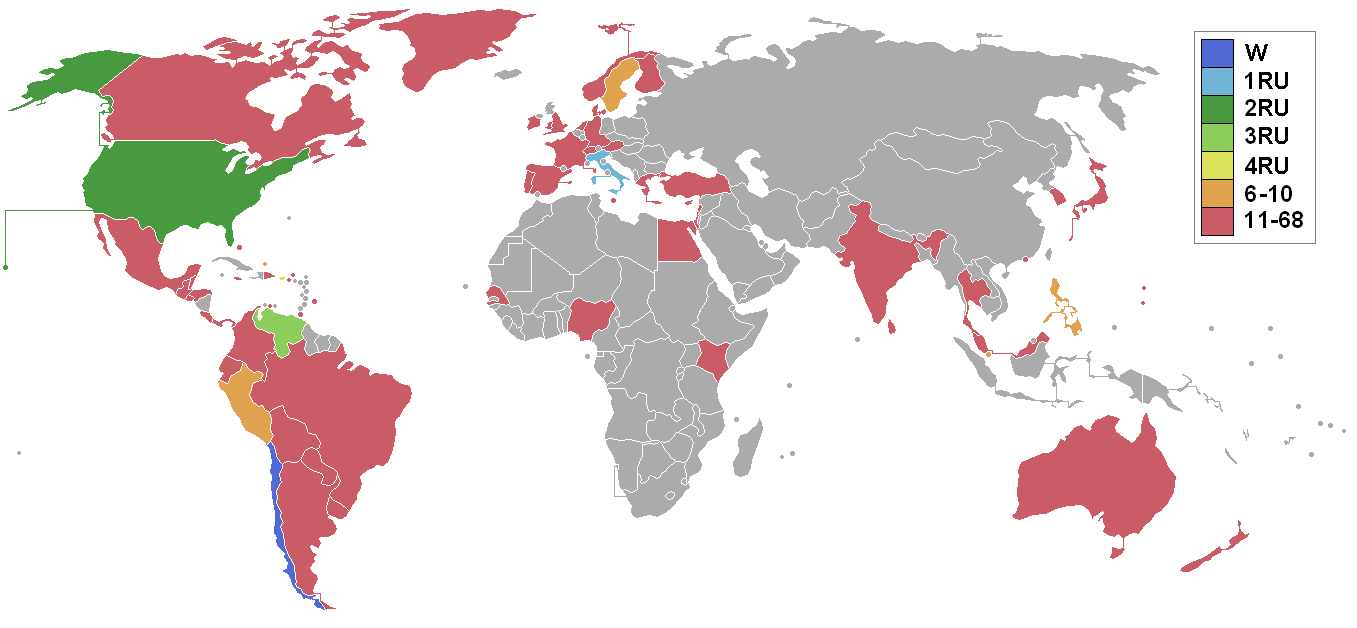
Các quốc gia và vùng lãnh thổ tham gia Hoa hậu Hoàn vũ 1987 và kết quả.

| Kết quả              | Thí sinh |
| -------------------- | --- |
| Hoa hậu Hoàn vũ 1987 | - Chile – Cecilia Bolocco |
| Á hậu 1              | - Ý – Roberta Capua |
| Á hậu 2              | - Hoa Kỳ – Michelle Royer |
| Á hậu 3              | - Venezuela – Inés María Calero |
| Á hậu 4              | - Puerto Rico – Laurie Tamara Simpson |
| Top 10               | - Perú – Jessica Newton - Philippines – Geraldine Asis - Singapore – Marion Nicole Teo - Thụy Điển – Suzanne Thörngren - Quần đảo Turks và Caicos – Carmelita Ariza |

### Thứ tự gọi tên
| 1. Ý 2. Puerto Rico 3. Philippines 4. Venezuela 5. Peru 6. Hoa Kỳ 7. Singapore 8. Thụy Điển 9. Quần đảo Turks và Caicos 10. Chile | 1. Hoa Kỳ 2. Ý 3. Puerto Rico 4. Chile 5. Venezuela |

## Giải thưởng đặc biệt
| Giải thưởng                 | Thí sinh                           |
| --------------------------- | ---------------------------------- |
| Hoa hậu Thân thiện          | - Honduras – Francia Tatiana Reyes |
| Hoa hậu Ảnh                 | - Colombia – Patricia López Ruiz   |
| Trang phục dân tộc đẹp nhất | - Brazil – Jacqueline Meirelles    |

## Hội đồng giám khảo
- Isabel Sanford
- Nancy Dussault
- Goh Choo San
- Peter Graves
- José Greco
- Neil Hickey
- Kan Yue Sai
- Arnold Kopelson
- David Niven, Jr.
- Paul-Louis Orrier
- Charlotte Rae
- Deborah Carthy-Deu – Hoa hậu Hoàn vũ 1985 đến từ Puerto Rico

### Chung kết
| \| Quốc gia/Vùng lãnh thổ \| Trung bình sơ bộ \| Phỏng vấn \| Áo tắm \| Dạ hội \| Trung bình bán kết \| \| ------------------------ \| ---------------- \| ---------- \| ---------- \| ---------- \| ------------------ \| \| Chile \| 8.514 (2) \| 9.539 (1) \| 9.569 (1) \| 9.765 (1) \| 9.624 (1) \| \| Ý \| 8.434 (3) \| 8.890 (3) \| 9.383 (2) \| 9.680 (2) \| 9.317 (2) \| \| Hoa Kỳ \| 8.618 (1) \| 9.195 (2) \| 9.263 (3) \| 9.480 (3) \| 9.312 (3) \| \| Puerto Rico \| 8.149 (4) \| 8.630 (4) \| 8.800 (4) \| 8.783 (6) \| 8.737 (4) \| \| Venezuela \| 8.046 (7) \| 8.375 (5) \| 8.630 (5) \| 8.890 (5) \| 8.631 (5) \| \| Philippines \| 8.132 (5) \| 8.231 (6) \| 8.603 (6) \| 8.915 (4) \| 8.583 (6) \| \| Quần đảo Turks và Caicos \| 8.092 (6) \| 8.018 (8) \| 8.420 (7) \| 8.634 (7) \| 8.357 (7) \| \| Thụy Điển \| 7.915 (10) \| 8.105 (7) \| 8.405 (8) \| 8.300 (9) \| 8.270 (8) \| \| Singapore \| 7.937 (9) \| 7.935 (9) \| 7.940 (10) \| 8.333 (8) \| 8.069 (9) \| \| Perú \| 7.956 (8) \| 7.870 (10) \| 8.055 (9) \| 8.268 (10) \| 8.064 (10) \| | Hoa hậu Á hậu 1 Á hậu 2 Á hậu 3 Á hậu 4 Top 10 (#) Xếp hạng ở mỗi phần thi |            |            |            |                    |
| Quốc gia/Vùng lãnh thổ | Trung bình sơ bộ                                                           | Phỏng vấn  | Áo tắm     | Dạ hội     | Trung bình bán kết |
| Chile | 8.514 (2)                                                                  | 9.539 (1)  | 9.569 (1)  | 9.765 (1)  | 9.624 (1)          |
| Ý | 8.434 (3)                                                                  | 8.890 (3)  | 9.383 (2)  | 9.680 (2)  | 9.317 (2)          |
| Hoa Kỳ | 8.618 (1)                                                                  | 9.195 (2)  | 9.263 (3)  | 9.480 (3)  | 9.312 (3)          |
| Puerto Rico | 8.149 (4)                                                                  | 8.630 (4)  | 8.800 (4)  | 8.783 (6)  | 8.737 (4)          |
| Venezuela | 8.046 (7)                                                                  | 8.375 (5)  | 8.630 (5)  | 8.890 (5)  | 8.631 (5)          |
| Philippines | 8.132 (5)                                                                  | 8.231 (6)  | 8.603 (6)  | 8.915 (4)  | 8.583 (6)          |
| Quần đảo Turks và Caicos | 8.092 (6)                                                                  | 8.018 (8)  | 8.420 (7)  | 8.634 (7)  | 8.357 (7)          |
| Thụy Điển | 7.915 (10)                                                                 | 8.105 (7)  | 8.405 (8)  | 8.300 (9)  | 8.270 (8)          |
| Singapore | 7.937 (9)                                                                  | 7.935 (9)  | 7.940 (10) | 8.333 (8)  | 8.069 (9)          |
| Perú | 7.956 (8)                                                                  | 7.870 (10) | 8.055 (9)  | 8.268 (10) | 8.064 (10)         |

## Thí sinh tham gia
| - Argentina – Carolina Brachetti - Úc – Jennine Leonarder - Áo – Kristina Sebestyen - Bahamas – Betty Ann Hanna - Barbados – Dawn Michelle Waithe - Belize – Holly Emma Edgell - Bolivia – Patricia Arce - Brazil – Jacqueline Meirelles - Quần đảo Virgin (Anh) – Sandy Michelle Harrigan - Canada – Tina May Simpson - Chile – Cecilia Bolocco - Colombia – Patricia López Ruiz - Costa Rica – Ana María Bolaños - Curaçao – Viennaline Arvelo - Síp – Natasha Papademetriou - Đan Mạch – Nanna Louisa Johansson - Cộng hòa Dominica – Carmen Rita Pérez - Ecuador – María del Pilar Barreiro Cucalón - Ai Cập – Hoda Abboud - El Salvador – Virna Passely Machuca - Anh – Yvette Dawn Lindsey - Phần Lan – Outi Tanhuanpää - Pháp – Nathalie Marquay - Đức – Dagmar Schulz - Hy Lạp – Xenia Pantazi - Greenland – Susse Petersen - Guam – Teresa Torres Fischer - Guatemala – María Isabel Flores - Hà Lan – Janny Tervelde - Honduras – Francia Tatiana Reyes - Hồng Kông – Chung Thục Huệ - Ấn Độ – Priyadarshini Pradhan - Ireland – Rosemary Thompson - Israel – Yamit Noy | - Ý – Roberta Capua - Jamaica – Janice Sewell - Nhật Bản – Hiroe Namba - Kenya – Susan Waruguru Kahumba - Hàn Quốc – Kim Ji-Eun - Liban – Sahar Mouhsen Haydar - Malaysia – Christine Praglar - Malta – Kristina Apapbologna - Mexico – Cynthia Fallon - New Zealand – Ursula Kim Ryan - Nigeria – Lynda Chuba Ikpeazu - Quần đảo Bắc Mariana – Luciana Seman Ada - Na Uy – Mariann Leines - Panama – Gabriela Deleuze - Paraguay – Tammy Elizabeth Ortigoza - Perú – Jessica Newton Sáez - Philippines – Geraldine Edith Asis - Bồ Đào Nha – Noelia Chávez Pereira - Puerto Rico – Laurie Tamara Simpson - Senegal – Fabienne Joelle Feliho - Singapore – Marion Nicole Teo - Tây Ban Nha – Remedios Cervantes - Sri Lanka – Nandaine Wijiegooneratna - Thụy Điển – Suzanne Thörngren - Thụy Sĩ – Renate Walther - Thái Lan – Chuttima Naiyana - Trinidad và Tobago – Sheree Ann Denise Richards - Thổ Nhĩ Kỳ – Leyle Sesbet - Quần đảo Turks và Caicos – Carmelita Louise Ariza - Uruguay – María Victoria Zangaro Groso - Hoa Kỳ – Michelle Royer - Quần đảo Virgin (Mỹ) – Felize Bencosme - Venezuela – Inés María Calero - Wales – Nicola Gail Davies |

## Chú ý

### Lần đầu tham gia
- Ai Cập
- Greenland
- Kenya

### Trở lại
- Lần cuối tham gia vào năm 1964:
  -  Nigeria
- Lần cuối tham gia vào năm 1985:
  -  Senegal

### Bỏ cuộc
| - Aruba - Bỉ - Quần đảo Cook - Bờ Biển Ngà - Gambia - Gibraltar - Iceland | - Luxembourg - Papua New Guinea - Ba Lan - Réunion – tham dự Hoa hậu Pháp từ năm này - Tây Samoa - Zaire |

### Bị loại
- Bermuda – Shelley Bascombe quá tuổi để tham dự
- Scotland – Eileen Catterson chưa đủ tuổi tham dự